# Roode Huys

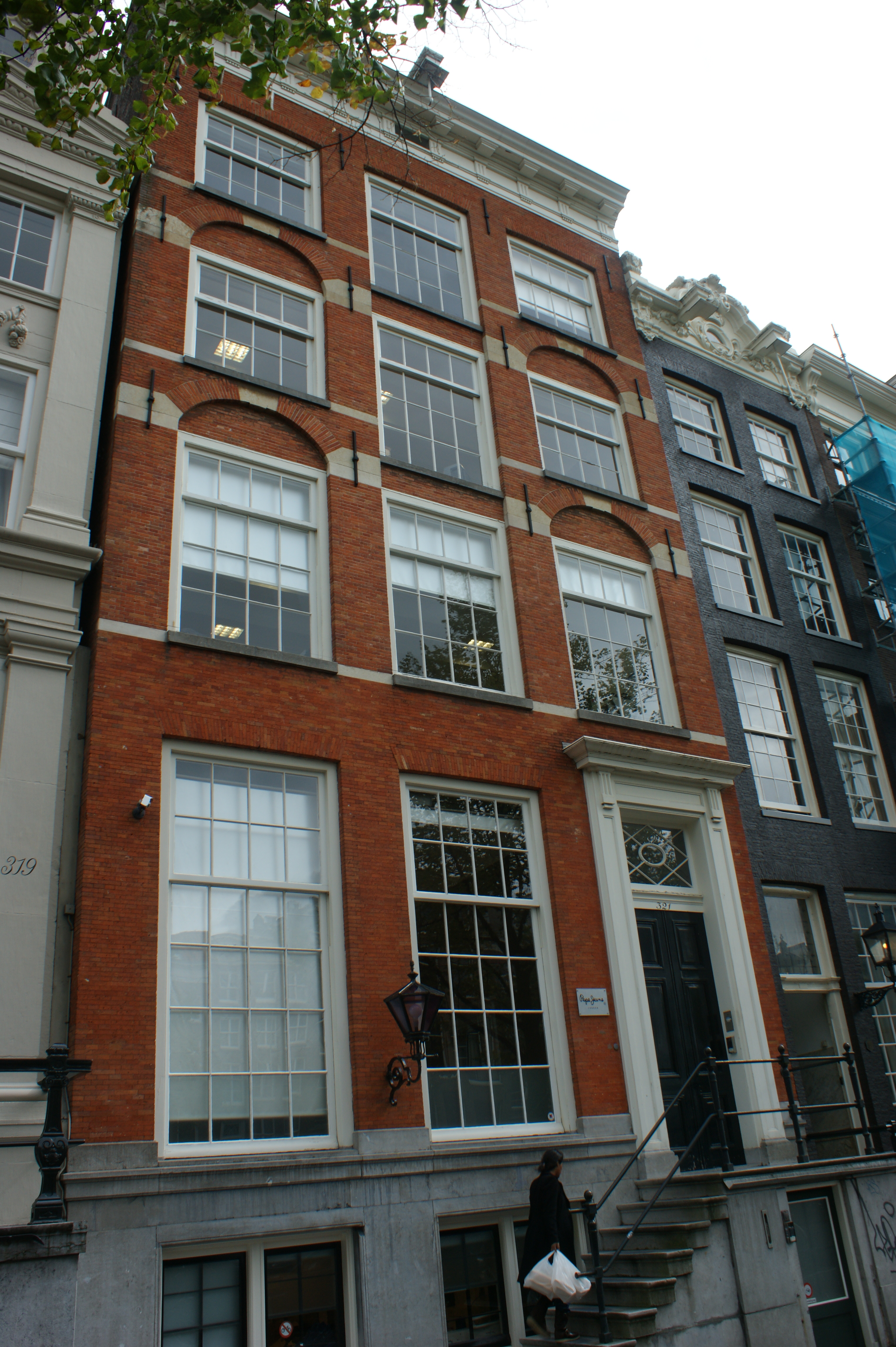
Het Roode Huys in 2011.

Het Roode Huys (ook Roode Huijs) is een grachtenpand aan de Keizersgracht nr 321 te Amsterdam. Het dateert uit de 17e eeuw.
Het huis is waarschijnlijk in de eerste helft van de 17e eeuw gebouwd
en was toen voorzien van een trapgevel in Amsterdamse renaissancestijl, met ontlastingsbogen. Deze voorgevel was opgetrokken uit geslepen bakstenen met een zeer smalle voeg. Doordat de gevel lange tijd bepleisterd was is hij zeer goed bewaard gebleven.
Op 11 februari 1716 werd het pand gekocht door Christoffel van Brants. Volgens zijn testament woonde Van Brants er niet zelf; bewoner was Jean Bartholomeus Rietman. Na Van Brants overlijden werd het pand op 20 mei 1740 verkocht door zijn erfgenaam Johan Enno Brants.
Rond 1740 werd het pand verhoogd, waarbij de trapgevel werd aangetast.
In 1940 werd het pand aangekocht door Petrus Jan Rienstra van Stuyvesande. Hij liet het in 1942 restaureren. Tevens werden aan de achterkamer renaissancebetimmeringen toegevoegd en op de bovenverdieping werd een 16e-eeuwse plafondschildering uit Edam ingebracht. In het najaar van 1943 werd het pand gekocht door de kunstschilder en meestervervalser Han van Meegeren. Na diens dood in 1947 woonde zijn weduwe er nog tot 1954. Op 5 september 1950 is de inboedel van Van Meegeren in het pand geveild.
Het pand werd gekocht door de Nederlandse Houtbond, die het in 1950 liet restaureren.
De woning en bovenwoning werden ingericht als kantoor, en op de zolder werd een collectie houtmonsters ondergebracht. In 1958 werd de pleisterlaag verwijderd.
Het Roode Huys is sinds 1970 rijksmonument. Tot de verhuizing in 2007 naar de Jollemanhof, eveneens in Amsterdam, was in het pand het kantoor van de Bond van Nederlandse Architecten gevestigd.